# Orgaanfalen
Orgaanfalen treedt op als een orgaan zijn normale fysiologische functie niet kan vervullen. 
Meervoudige orgaandeficiënties treden soms op bij sepsis of shock. Dergelijke situaties zijn levensbedreigend.

## Voorbeelden
- Het hart pompt niet meer.
- De nieren zuiveren het bloed niet meer.